# Шаби (заказник)
Шаби — один з об'єктів природно-заповідного фонду Херсонської області, ботанічний заказник місцевого значення із загальною площею 20 га. Створений у 1983 році.
Заказник «Шаби» розташований біля селища Виноградне Голопристанського району в Рибальчанському лісництві на березі Дніпровсько-Бузького лиману. На території природно-заповідного об'єту переважно охороняються ценози прибережної водно-болотної та лучної рослинності, в яких зростає рідкісний вид білоцвіт літній. Місцезнаходження даного виду на межі ареалу — одне з найсхідніших в Європі.